# Exit 9B
Exit 9B (Salida 9B en Hispanoamérica y en  España) es un especial de media hora que al mismo tiempo es el primer y segundo episodio de la cuarta temporada de Regular Show. Es el episodio número 81 y 82 de la serie, en general. El episodio trata de que Garrett Bobby Ferguson Jr., el hijo de Garrett Bobby Ferguson trata de destruir el Parque. Se estrenó el 1 de octubre del 2012. Se transmitió durante el Aniversario de Cartoon Network, junto con el episodio de Adventure Time, "The Hard Easy".
Cabe destacar, que este episodio introduce al personaje Thomas/Nikolai, quien luego deja de formar parte del elenco en el episodio "The Real Thomas: An Intern Special".

## Sinopsis

### Pt. 1
Thomas/Nikolai, un nuevo empleado del Parque, llega a la Casa de los Maellard mientras recibe llamadas de su mamá. De repente, escucha un ruido, y encuentra a Benson, a Papaleta, y a Fantasmano huyendo de un extraño sujeto, quien les dispara unos láseres con una Pistola Borra Memorias. Skips y Musculoso terminan con la misma suerte, pero Mordecai y Rigby logran huir de la escena con la máquina del tiempo (de "Bad Kiss").
Tras dos meses, todos los trabajadores del Parque, tienen nuevas vidas; Skips es mecánico de carros, Papaleta es un guía de un santuario de mariposas, Musculoso es un profesor de física, Fantasmano es un repartidor de pizza, y Thomas y Benson son trabajadores del sujeto que ocasionó el problema, que está construyendo una autopista en el Parque, junto con otros trabajadores. En ese mismo lugar, Rigby y Mordecai reaparecen con la máquina del tiempo, y conscientes de que la única manera de recuperar el Parque es obteniendo todas las firmas de los trabajadores, empiezan a buscar a sus amigos.
Primero, ellos van adonde Skips. Al no conseguir que este recupere su memoria, Rigby le da un bofetón, haciendo que Skips casi los ahorque, pero estos consiguen que recupere su memoria haciendo que recuerde a Mona, su antigua novia (debido a que se enteraron de ello en el episodio "Diary"). Luego, consiguen infiltrarse en el sitio de construcción del Parque y roban los archivos del hombre misterioso, y de ese modo, localizan a sus amigos.
Luego, le devuelven la memoria a Papaleta, ofreciéndole un chupete de mantequilla. Después, se la devuelven a Musculoso, con un chiste de "su mami". Y por último, se la devuelven a Fantasmano, con un chócala con la mano de Musculoso. Juntos, regresan al sitio de construcción para devolverle la memoria a Benson, pero este, junto con el hombre misterioso y Thomas, los atrapan y les ponen bolsas negras de basura en la cabeza.

### Pt. 2
Un tiempo indeterminado después, a la pandilla se les quita la bolsa de la cabeza, y descubren que los han enterrado hasta el cuello con concreto y que el sujeto misterioso está con Thomas y Benson ahí. Este les dice que el problema nunca lo tuvo con el Parque, sino con Mordecai y Rigby. El sujeto se revela como Garrett Bobby Ferguson Jr., el hijo de Garrett Bobby Ferguson (al cual Mordecai y Rigby mataron en el episodio "High Score"). Él revela que ha construido la Autopista 9B, una autopista que liberará del Infierno a todos los enemigos del Parque, quienes fallecieron en otros episodios.
Dicho y hecho, los antagonistas fallecidos son resucitados al salir del portal de la Autopista 9B. Por último, Garrett Bobby Ferguson aparece y felicita a GBF Jr. por haberle resucitado. Cuando todo parece el fin, Skips llama a los "Chicos Buenos", quienes están conformados por Gary (de los episodios "Free Cake", "Skips Strikes" , y "Cool Bikes") los Guardianes de la Juventud ("Free Cake", "Skips Strikes", y "Fists of Justice"), el Dios del Basketball (del episodio "Slam Dunk"), Techmo (de "Skips vs. Technology"), el Chef Limón (de "Just Set Up the Chairs"), los Patitos (de "A Bunch of Baby Ducks") y la Muerte (de "Over the Top", "Skips Strikes", y "Dead at Eight"). Entonces, son liberados, y Mordecai dice que ese día lucharán por el Parque, dando inicia a una gran batalla.
Durante la batalla, Benson persigue a Mordecai y Rigby fuera de la Autopista 9B con una excavadora para acabar con ellos (quienes huyen con el Carrito de Golf), debido a que GBF Jr. le advirtió que le mentirían. Sin embargo, estos empiezan a hacerle recordar que no acomodarían las sillas otra vez (debido al episodio "Just Set Up the Chairs"), y empiezan a emitir su famoso "Ooooooooooh", por lo cual Benson por fin recupera la memoria y firma en la lista. 
De ese modo, llegan a donde los Ferguson, quienes les revelan que como Thomas trabaja técnicamente en el Parque, la lista está incompleta, y GBF Jr. amenaza con matar a Thomas con su pistola Borra Memorias, por lo cual la pandilla se rinde, y le entrega la lista a Ferguson Jr., quien le pide a Thomas que le traiga café. Thomas se lo trae y se lo tira, haciendo que Jr. lo lance fuera de la Autopista, pero es salvado por Gary. Garrett Jr. le muestra las firmas a los villanos, pero un Rubio (del episodio "Bet to be Blonde"), le indica que la lista es falsa, y Bobby Jr. descubre que era un dibujo de él con cara de trasero. Thomas firma la lista verdadera, haciendo que los villanos restantes y los trabajadores de la Autopista 9B sean absorbidos por el portal de la Autopista, y hace que tanto Ferguson como su hijo Jr., exploten de furia y decepción.
Al final, todo regresa a la normalidad, y tras que todos entran a la Casa de los Maellard, Thomas llama a su madre.

## Reparto de Voces
- Roger Craig Smith - Thomas/Nikolai, Garrett Bobby Ferguson Jr., Impulso, Hombre de las No Reglas, Rubios
- J. G. Quintel - Mordecai, Fantasmano, Patitos
- William Salyers - Rigby, Rubios, Hot Dog
- Sam Marin - Benson Dunwoody, Papaleta Maellard, Mitch "Musculoso" Sorrenstein, Garrett Bobby Ferguson
- Mark Hamill - Pasotes "Skips" Quippenger, Howard Fightington
- April Stewart - Susan Gigante
- Sean Szeles - Cinta Bailarina
- Julian Holloway - Muerte